# Fgura
Fgura és una ciutat de Malta situada a la zona centre-est de l'illa. Té una població d'11.276 habitants (cens de 2005) i una superfície d'1,1 km². És una ciutat relativament nova, construïda al costat del Gran Port, amb un creixement ràpid i un centre comercial.
L'escut de Fgura es compon d'una ratlla horitzontal de gules que conté tres estrelles d'or de cinc puntes, centrada i que travessa un fons blanc. La patrona de Fgura és la Mare de Déu del Carme.
Fgura té una de les esglésies més peculiars de Malta, coneguda com a Stargate o Piràmide de Malta.